# Championnat du monde masculin de cyclo-cross des moins de 23 ans
Le championnat du monde masculin de cyclo-cross des moins de 23 ans a lieu dans le cadre des championnats du monde de cyclo-cross de l'Union cycliste internationale depuis 1996. Il est disputé par les coureurs âgés de 19 à 22 ans.
Le vainqueur de la course est sacré champion du monde de sa catégorie et revêt un maillot arc-en-ciel qu'il porte lors des épreuves de cyclo-cross de sa catégorie jusqu'à la veille de la ré-attribution du titre aux championnats du monde suivants.

## Palmarès

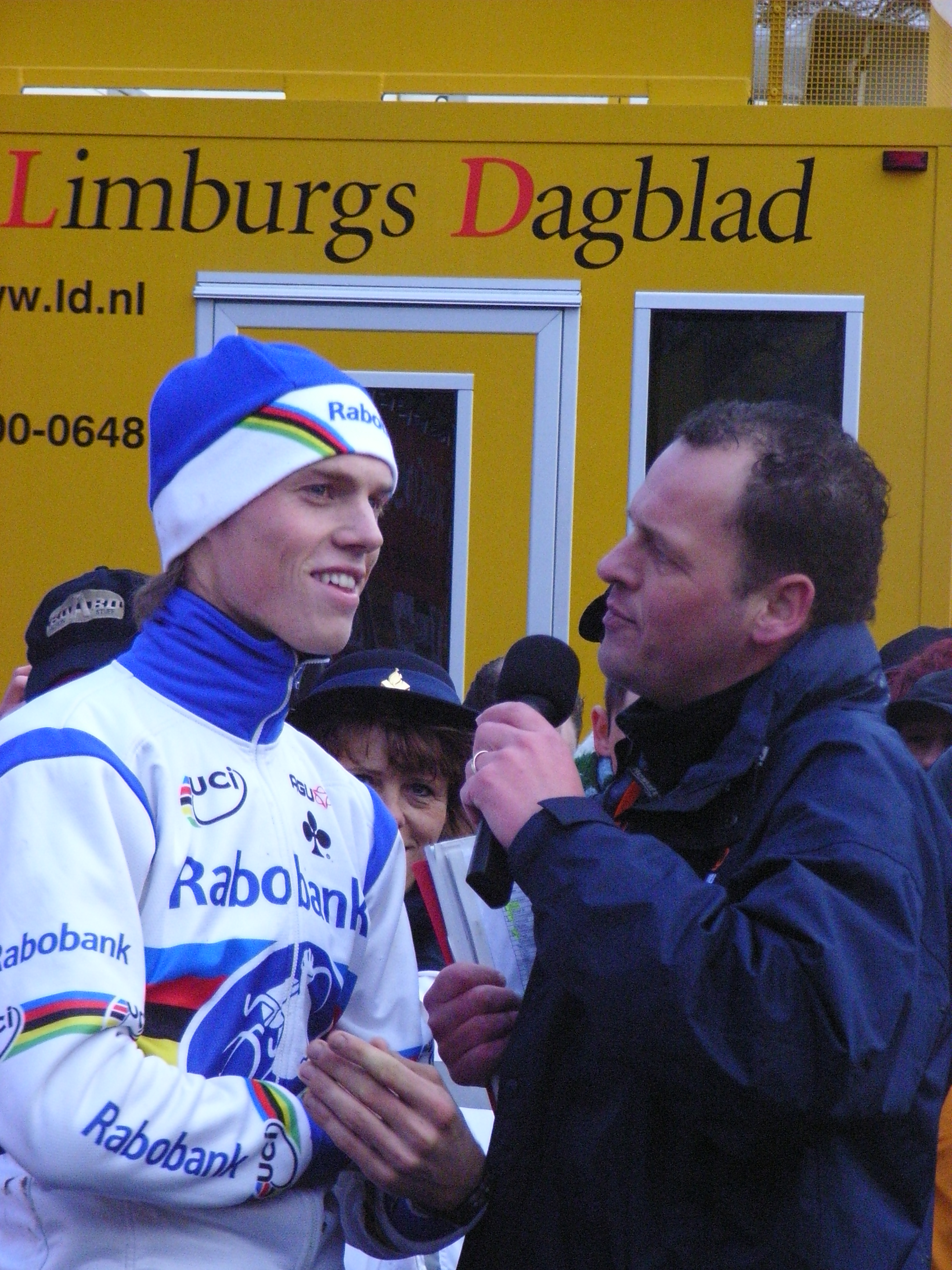
Lars Boom, champion du monde des moins de 23 ans en 2007

| Édition | Or                     | Argent                 | Bronze                  |
| ------- | ---------------------- | ---------------------- | ----------------------- |
| 1996    | Miguel Martinez        | Patrick Blum           | Zdeněk Mlynář           |
| 1997    | Sven Nys               | Bart Wellens           | Christophe Morel        |
| 1998    | Sven Nys (2)           | Bart Wellens           | Petr Dlask              |
| 1999    | Bart Wellens           | Tom Vannoppen          | Timothy Johnson         |
| 2000    | Bart Wellens (2)       | Tom Vannoppen          | Davy Commeyne           |
| 2001    | Sven Vanthourenhout    | Tomáš Trunschka        | David Kasek             |
| 2002    | Thijs Verhagen         | Davy Commeyne          | Tomáš Trunschka         |
| 2003    | Enrico Franzoi         | Wesley Van Der Linden  | Thijs Verhagen          |
| 2004    | Kevin Pauwels          | Mariusz Gil            | Martin Zlámalík         |
| 2005    | Zdeněk Štybar          | Radomír Šimůnek        | Simon Zahner            |
| 2006    | Zdeněk Štybar (2)      | Lars Boom              | Niels Albert            |
| 2007    | Lars Boom              | Niels Albert           | Romain Villa            |
| 2008    | Niels Albert           | Aurélien Duval         | Cristian Cominelli      |
| 2009    | Philipp Walsleben      | Christoph Pfingsten    | Paweł Szczepaniak       |
| 2010    | Arnaud Jouffroy        | Tom Meeusen            | Marek Konwa             |
| 2011    | Lars van der Haar      | Mike Teunissen         | Karel Hník              |
| 2012    | Lars van der Haar (2)  | Wietse Bosmans         | Michiel van der Heijden |
| 2013    | Mike Teunissen         | Wietse Bosmans         | Wout van Aert           |
| 2014    | Wout van Aert          | Michael Vanthourenhout | Mathieu van der Poel    |
| 2015    | Michael Vanthourenhout | Laurens Sweeck         | Stan Godrie             |
| 2016    | Eli Iserbyt            | Adam Ťoupalík          | Quinten Hermans         |
| 2017    | Joris Nieuwenhuis      | Felipe Orts            | Sieben Wouters          |
| 2018    | Eli Iserbyt (2)        | Joris Nieuwenhuis      | Yan Gras                |
| 2019    | Tom Pidcock            | Eli Iserbyt            | Antoine Benoist         |
| 2020    | Ryan Kamp              | Kevin Kuhn             | Mees Hendrikx           |
| 2021    | Pim Ronhaar            | Ryan Kamp              | Timo Kielich            |
| 2022    | Joran Wyseure          | Emiel Verstrynge       | Thibau Nys              |
| 2023    | Thibau Nys             | Tibor Del Grosso       | Witse Meeussen          |
| 2024    | Tibor Del Grosso       | Emiel Verstrynge       | Jente Michels           |
| 2025    | Tibor Del Grosso (2)   | Kay De Bruyckere       | Jente Michels           |

## Tableau des médailles
| Rang | Nation          | Or | Argent | Bronze | Total |
| ---- | --------------- | -- | ------ | ------ | ----- |
| 1    | Belgique        | 13 | 16     | 9      | 38    |
| 2    | Pays-Bas        | 10 | 5      | 6      | 21    |
| 3    | Tchéquie        | 2  | 3      | 6      | 11    |
| 4    | France          | 2  | 1      | 4      | 7     |
| 5    | Allemagne       | 1  | 1      | 0      | 2     |
| 6    | Italie          | 1  | 0      | 1      | 2     |
| 7    | Grande-Bretagne | 1  | 0      | 0      | 1     |
| 8    | Suisse          | 0  | 2      | 1      | 3     |
| 9    | Pologne         | 0  | 1      | 2      | 3     |
| 10   | Espagne         | 0  | 1      | 0      | 1     |
| 11   | États-Unis      | 0  | 0      | 1      | 1     |